# Aegialia kamtschaticus
Aegialia kamtschaticus  (лат.) — вид жуков из подсемейства пескожилов семейства пластинчатоусых. Распространён в Корякском национальном округе, Камчатской и Сахалинской областях, Приморском крае, на Курильских островах и в Японии. Длина тела имаго 3,9—4,6 мм. Голова и переднеспинка густо усеяны крошечными ямками (пунктировкой).